# Bagdy Emőke
Bagdy Emőke (Tiszafüred, 1941. augusztus 18. –) magyar klinikai szakpszichológus, pszichoterapeuta, szupervízor, a pszichológiatudomány kandidátusa, 2010-től professor emerita.

## Családja
Bagdy István református lelkész és Fóris Julianna gyermekeként született. Gyermekkorában többször költöztek. Miskolcon érettségizett a Vámos Ilonka, későbbi nevén Zrínyi Ilona Gimnáziumban. 1961-ben feleségül ment dr. Császár Gyula orvoshoz, akitől 1969-ben születtek az ikergyermekei: Császár Zsolt és Császár-Nagy Noémi.

## Életpályája
Érettségi után – származása miatt – nem folytathatott rögtön egyetemi tanulmányokat, ezért először gyógytornász-képesítést szerzett a budapesti Gyógytornászképző Szakiskolában (1961). 1963-ban nyert felvételt az Eötvös Loránd Tudományegyetem BTK pszichológia szakára, ahol 1968-ban kapott diplomát. 1972-ben védte meg bölcsészdoktori disszertációját („A szenzitivitás-paranoiditás Rorschach diagnosztikai skálája”).
Később a Haynal Imre Egészségtudományi Egyetemen (HIETE) klinikus szakpszichológus (1982), szupervizor (1996), pszichoterapeuta (2001) végzettséget szerzett. 1982-ben lett a pszichológiai tudományok kandidátusa, 1995-ben a Kossuth Lajos Tudományegyetemen pedig habilitált doktora (Habilitációs értekezés: A hivatás-személyiség fejlesztése, pályaszocializációs modellkísérlet). 1996-ban az általa meghonosított szupervízió szakon szupervizori oklevelet szerzett. 2016-ban alkalmazott egészségpszichológusi szakképesítést nyert el.
1968-tól az Országos Ideg- és Elmegyógyászati Intézetben (később: Országos Pszichiátriai és Neurológiai Intézet) dolgozott pszichológusként, 1982-től Klinikai Pszichológiai Osztály vezetőjeként; itteni működését klinikai pszichológiai és pszichoterápiás szakigazgatóként fejezte be.
1985-ben kezdte a debreceni Kossuth Lajos Tudományegyetemen a pszichológiai oktatás megszervezését, itt volt a Személyiség és Klinikai Pszichológiai Tanszék vezetője (1987–1994), a Debreceni Orvostudományi Egyetemen pedig 1985-től 1987-ig az orvosi pszichológia oktatója. A ’90-es évek közepén tevékeny szerepet játszott a szupervizori szakirány hazai meghonosításában.
1994-től 2001-ig a HIETE klinikai pszichológiai tanszékének tanszékvezető tanára volt.
2000-től a Károli Gáspár Református Egyetemen megalapította a pszichológia szakot, elindította a képzést 2004-ig tanszékvezetőként. 2005-től ugyanitt intézetvezető volt 2010-ig. 2010-től pedig a Személyiség és Klinikai Pszichológiai Tanszék professor emeritája.

### Képzettsége, szakképzettsége
- 1961: Gyógytornász diploma (220/23. Nr. 2/1961)
- 1968: Pszichológus diploma (Nr. 1006/1968; 1968. július 8.)
- 1970: Relaxációs terapeuta
- 1972: Imaginatív-meditatív terapeuta
- 1976: Pszichodramatikus terapeuta
- 1980: Kiképző terapeuta a relaxáció, meditáció, imagináció és pszichodráma módszerben
- 1982: Klinikus szakpszichológus (Nr. 67/1982; 1982. december 31., Ny.sz.: A/262)
- 1983: Csoportpszichoterapeuta kiképző tanár
- 1984: Pszichoterapeuta képesítés (OTE Nr. 491/1984)
- 1996: Szupervizor szakképesítés (Nr. 1/1996. szept. 2.)
- 2001: Pszichoterapeuta szakképesítés (Nr. 57/2001, jan. 17)
- 2008: Szenior szupervizor, kiképző tanár (2008. január –)
- 2016: Alkalmazott egészségpszichológus szakképesítés (Nr.420/2016, okt. 10.)

### Tudományos cím és fokozat
- 1972: Bölcsészdoktori cím: ELTE, BTK, pszichológia, Budapest. (Disszertáció: „A szenzitivitás-paranoiditás Rorschach diagnosztikai skálája”, megvédve: 1972)
- 1982: A pszichológiai tudomány kandidátusa. MTA Budapest
- Disszertáció: „Autogén tréning tanulás élményhálózatának elemzése”) (Oklevél: Nr. 9259/1982)
- 1995: Habilitáció a debreceni Kossuth Lajos Tudományegyetemen. Habilitációs értekezés: A hivatás-személyiség fejlesztése, pályaszocializációs modellkísérlet. Oklevél: 18/1965. Hab. Decretum Habilitationis

## Munkássága
Több száz tanulmányt írt, számos könyvet írt vagy szerkesztett, több, mint 2500 előadást tartott (több mint félszázat idegen nyelven), nagy számú ismeretterjesztő írást jelentetett meg.

### Főbb kutatási területei
Relaxációs eljárások, dramatikus pszichoterápiás módszerek, valamint a hivatásszemélyiség fejlesztésére irányuló módszerek kimunkálása; párkapcsolati dinamika (viszonyelemzés), a stressz-kezelő módszerek hatékonysága. Személyiségfejlesztő eljárások alkalmazása a nevelésben és a pályaszocializációban, mentálhigiéné- és tanácsadóképzés: oktatásfejlesztés, hatékonyságelemzés, individuális és interperszonális tesztvizsgálatok standardizálása és fejlesztése, pszichoterápiás eljárások hatásmechanizmusának elemzése – relaxáció – imagináció, egészségpszichológia, prevenció, stresszkezelés, pozitív pszichológia, „boldogságpszichológia.

## Jelentősebb munkái
A részletes bibliográfiát terjedelmi okból mellékletben az alábbi egységekben közöljük: Könyvek (társszerzőkkel); Lektorált tanulmányok; Könyvszerkesztések; Könyvfejezetek és könyvrészletek; Tankönyvek, főiskolai és egyetemi jegyzetek. Az általa szerkesztett könyvek, terjedelmi okokból, nem szerepelnek a felsorolásban) A továbbiakban a szerző publikációs tevékenységét mellékletben közöljük a következő szerkezeti rendben: Könyvek, Lektorált tanulmányok; Könyvszerkesztések; Könyvfejezetek és könyvrészletek; Tankönyvek, főiskolai és egyetemi jegyzetek.

### Önálló szerzőként jegyzett könyvek
- Családi szocializáció és személyiségzavarok: első kiadás. Budapest : Nemzeti Tankönyvkiadó, 1977. Hetedik kiadás 2004
- Rodinnásocializácia a poruchyosobnosti; Bratislava : SPN, 1983
- Hogyan lehetnénk boldogabbak? : Budapest : Kulcslyuk Kiadó, 2010
- Párkapcsolat: Esélyek, veszélyek, remények – Hangoskönyv – Kossuth Kiadó, Budapest, 2015, 132 o.
- Boldogan az élet delén. Második félidő I.- Hangoskönyv – Kossuth Kiadó – Budapest, 70 o., 2017
- Boldogság hatvan fölött. Második félidő II. – Hangoskönyv – Kossuth Kiadó – Budapest, 55 o., 2017
- Rodinná socializácia a poruchy osobnosti; Bratislava : SPN, 1983
- Szempontok az iskolapszichológiai munka elméleti és gyakorlati kérdéseihez : Budapest OPI, 1984
- Pszichológia a gyógytornászképző szak hallgatói számára Budapest, Orvostovábbképző Egyetem Egészségügyi Főiskolai Kar, 1989
- Pszichofitness : kacagás, kocogás, lazítás Budapest : Animula, 1997 [!2001]
- Családi szocializáció és személyiségzavarok: 7. kiad. Budapest : Nemzeti Tankönyvkiadó, 2004
- Hogyan lehetnénk boldogabbak? : Budapest : Kulcslyuk Kiadó, 2010
- Utak önmagunkhoz; Kulcslyuk, Budapest, 2012
- Pszichofitness. Kacagás, kocogás, lazítás; 2. jav. kiad.; KRE–L'Harmattan, Budapest, 2013 (Károli könyvek Monográfia)
- Álmok, szimbólumok, terápiák; Kulcslyuk, Budapest, 2013
- Relaxáció, megnyugvás, belső béke. Könyv és hangoskönyv 4+3 relaxációs gyakorlattal; Kulcslyuk, Budapest, 2014 + CD
- A személyiség titkai. Család, nevelés, önértékelés; Helikon, Budapest, 2014
- Stresszkezelés és relaxáció alkalmazása a testnevelésben; Magyar Diáksport Szövetség, Budapest, 2015 + DVD
- Pszichológiai rejtelmek a művészetekben és életünkben; Szépmíves–Athenaeum, Budapest, 2016
- Pszichofitness gyermekeknek, szülőknek és nevelőknek. Kulcslyuk Kiadó, 2017

### Társszerzőként jegyzett könyvek
(az általa szerkesztett könyvek, terjedelmi okokból, nem szerepelnek a felsorolásban)
- Az intelligencia mérése Budapest Akadémiai Kiadó, 1971
- Gyógytorna az ideg- és elmegyógyászatban: Budapest : Medicina, 1976
- Családi szocializáció és személyiségzavarok Budapest : Tankönyvkiadó, 1977
- Exploráció és terápia Budapest, Akadémiai Kiadó, 1981
- Pszichoterápia Budapest : Gondolat, 1981
- Az MMPI-próba: elmélet és alkalmazás Budapest, Akadémiai Kiadó, 1986
- A dohányzásnak és abbahagyásának pszichológiai kérdései: Budapest: MÁOTE : MPT, Budapest, 1987
- Relaxációs módszerek: 2. bőv. kiad. Budapest: Medicina, 1988
- A pszichoterápia műhelyei : Módszerkombinációk és indikációk Budapest : Medicina, 1990
- A Pszichoterápiás Relaxáció Első Európai Kongresszusának előadásai : Budapest, 1991. május 30 – június 1.: Budapest: M. Relaxációs és Szimbólumterápiás Egyesület, 1991 Budapest: Agroinform
- Felvételi felsőfokon Budapest : Tankönyvkiadó, 1992
- Személyiség és Klinikai Pszichológiai Tanszék tanulmányai Debrecen : KLTE, 1995
- Fejezetek az alkalmazott lélektan köréből : szöveggyűjtemény Debrecen KLTE Pszichológiai Intézet, 1996
- Testnevelés és sport Sárospatak : Csajka Kiadó, 1997
- A klinikai pszichológia és a mentálhigiéné szakmai protokollja Budapest : Animula, 1998
- Az első találkozás jelenségvilága a segítő kapcsolatban Budapest, Osiris, 1999
- Mentálhigiéné : elmélet, gyakorlat, képzés, kutatás, Budapest: Animula, 1999
- Addikciók: Budapest : Medicina, 2000
- Személyiségfejlesztő módszerek az iskolában: 6. kiad. Budapest : Nemzeti Tankönyvkiadó, 2000
- Életút : fejlődéslélektan a fogantatástól a halálig: Budapest : Baktay és Bernáth BT, 2001
- „Jelbeszéd az életünk” Budapest Osiris, 2002
- Párkapcsolatok dinamikája : interakciódinamikai vizsgálatok a Közös Rorschach teszttel Budapest : Animula, 2002, Vác
- Az iskola szociálpszichológiai jelenségvilága : egyetemi és főiskolai tankönyv: 3. kiad., Budapest : ELTE Eötvös Kiadó, 2004
- Szeretet, szerelem, szexualitás Budapest : Saxum, 2004
- Az értelemkérdés sodrában : Viktor Frankl születésének centenáriumán Budapest : Jel, 2005
- Öröm, harmónia, boldogság Budapest : Saxum : InfoMed, 2005
- Lelkemben a templom, s rajtam a palást : Bagdy Emőkével beszélget Ferenczi Andrea Budapest : Kairosz, 2007
- Egyén, pár, család : tanulmányok a pszichodiagnosztikai tesztadaptációs és tesztfejlesztő kutatások köréből: Budapest : Animula, 2008
- Vitalitásgenerátorok Budapest : Sándor Kör Háló Egyesület, 2008
- Mindennapi játszmáink : Az emberi kapcsolatok pszichológiája Budapest, Jaffa Affarone Kft., 2009
- Polihistória : köszöntők és tanulmányok Buda Béla 70. születésnapja alkalmából Budapest, Akadémiai Kiadó, 2009
- Lelkünk rajta : válogatás a Pszinapszis előadásaiból Saxum : Pszichodiák Alapítvány, 2009
- Tanácsadás és terápia Budapest : ELTE Eötvös Kiadó, 2009
- A család: harcmező és békesziget Budapest : Saxum : Affarone Kft., 2010
- A tudattalan ösvényein : életünk rejtett mozgatói: Budapest : Jaffa, 2010
- A belénk égett múlt : elengedés, megbocsátás, újrakezdés; Budapest, Kulcslyuk Kiadó, 2011
- A vámpír vonzásában. Miért szeretjük a sötét lényeket? Budapest : Jaffa, 2011
- Ma még nem nevettem; társszerző Pap János; Kulcslyuk Kiadó, Budapest, 2011, 400 o.
- Bagdy Emőke–Kövi Zsuzsanna–Mirnics Zsuzsanna: Fény és árnyék. A tehetségerők felszabadítása. Kutatási zárótanulmány-kötet; Magyar Tehetségsegítő Szervezetek Szövetsége, Budapest, 2014 (Géniusz könyvek)
- Bagdy Emőke–Kövi Zsuzsanna–Mirnics Zsuzsanna: A tehetség kibontakozása; Helikon, Budapest, 2014
- Bagdy Emőke, Grezsa Ferenc, Komlósi Piroska, Sepsi Enikő, Spannraft Marcellina (szerk): Ki látott engem? Buda Béla 75. Károli Gáspár Református Egyetem-L’Harmattan Kiadó, (Károli Könyvek), Budapest, 2014

### CD-k és hangoskönyvek
- Az evés öröme, szenvedélye, szenvedése, – Hangoskönyv, Kossuth Kiadó, Budapest, 2016, 90 o.
- Boldogan az élet delén – Második félidő 1.
- Boldogság hatvan felett – Második félidő 2.
- Lélekderűnk tükre, a nevetés
- Önismeret, önazonosság, önmegvalósítás – Hangoskönyv Kossuth Kiadó – Mojzer Kiadó Budapest, 2018, 70 perc
- Pszichofitness – Hangoskönyv – Kossuth Kiadó, Budapest, 2014, 117 o.
- Pszichofitness Kamaszoknak és felnőtteknek Hangoskönyv, CD Budapest, Kulcslyuk Kiadó, 2019 ISBN 9786155932052
- Pszichofitness Gyerekeknek Hangoskönyv CD Budapest, Kulcslyuk Kiadó, 2019 ISBN 9786155932069
- Párkapcsolat – Esélyek, veszélyek, remények
- Lélekderűnk tükre a nevetés – Hangoskönyv Kossuth Kiadó- Mojzer Kiadó, Budapest, 2019, 74 perc
- A család jövője, a jövő családja – Hangoskönyv Kossuth Kiadó–Mojzer Kiadó, Budapest, 2020
- Megbocsátás

## Jelentősebb tisztségei

### Funkciók
- 1968–2001:OPNI, klinikai pszichológia és pszichoterápia szakigazgatója
- 1985–1994: Debrecen Kossuth Lajos Tudományegyetem (KLTE) Személyiség és Klinikai Pszichológiai Tanszék vezetője
- 1994–2001: Haynal Imre Egészségtudományi Egyetem Klinikai Pszichológiai Tanszékének vezetője
- 2000–2005: A Károli Gáspár Református Egyetem Pszichológia Tanszék megalapítása és vezetése
- 2005–2010: AKRE Pszichológiai Intézetének vezetése
- 2010-től a Károli Gáspár Református Egyetem Professzor Emeritája

### Szervezeti tagságok
- Az International Journal of Psychosomatics lektori testületének tagja (1984–)
- A Magyar Relaxációs és Szimbólumterápiás Egyesület elnöke (1988–)
- Az Európai Relaxációs Szövetség alapító tagja (1991–)
- A Klinikai Pszichológiai Szakmai Kollégium elnöke (1992–2002)
- A Psychiatria Hungarica szerkesztő Bizottságának tagja (1992–)
- A Magyar Pszichiátriai Társaság vezetőségi tagja (1993–)
- Az MTA Pszichológiai Bizottság tagja (1995–)
- A Magyar Pszichiátriai Társaság vezetőségi tagja (1997–)
- Az Egészségügyi Szakirányú Szak- és Továbbképzési Tanács tagja (1999–2002)
- A „Klinikai Pszichológiáért” Alapítvány alapító elnöke (2000)
- A Magyar Akkreditációs Bizottság Pszichológiai Szakbizottság tagja (2001–2005)
- Az MTA Pszichológiai Bizottságának akadémiai küldött-képviselője (2002–)
- A Magyar Pszichológiai Szemle szerkesztőbizottsági tagja (2002–2007)
- A Pszichoterápia c. szaklap szerkesztőbizottsági tagja (2002)
- A Jobb Veled a Világ alapítvány által indított Boldogságprogram fővédnöke (2014)
- A Humanitás Alapítvány elnöke (2013)

### Közéleti és tudományos tevékenysége
- 1987–2000: Az "International Journal of Psychosomatics" nemzetközi szerkesztőségének munkatársa
- 1988–1999: A Magyar Relaxációs és Szimbólumterápiás Egyesület elnöke
- 1991– az Európai Relaxációs Szövetség alapító tagja
- 1992–2002: A Klinikai Pszichológiai Szakmai Kollégium elnöke
- 1992–2000: A Psychiatria Hungarica szerkesztő Bizottságának tagja
- 1993–1999 A Magyar Pszichiátriai Társaság vezetőségi tagja
- 1995–2000: Az MTA Pszichológiai Bizottság tagja
- 1997–: A Magyar Pszichiátriai Társaság vezetőségi tagja
- 1999–2002: Az ESZTT (Egészségügyi Szakirányú Szak- és Továbbképzési Tanács) tagja
- 1999–2002: Klinikai Pszichológia Egészségügy Minisztériumi koordinátora
- 1999–2003: OTKA Pszichológiai Bizottság tagja
- 2000-től: A „Klinikai Pszichológiáért” Alapítvány alapító elnöke
- 2000–2008: a Szociális és Családügyi Minisztérium Szociális Továbbképzési és Szakvizsgabizottságának elnöke
- 2000–2002: az Egészségügyi Minisztérium EFSZSZTB Klinikai Pszichológiai albizottság elnöke
- 2000–2003: Oktatási Minisztérium Mentálhigiénés Szakértőbizottságának tagja
- 2001–2005: MAB Pszichológiai Szakbizottság tagja
- 2001–2008: Semmelweis Egyetem Egészségtudományi Doktoriskola tagja
- 2001–2006: Nemzeti Kulturális Örökség Minisztériuma Fraknói Vilmos díj – javaslattevő bizottság tagja
- 2002–2016: MTA Pszichológiai Bizottságának akadémiai küldött-képviselője
- 2002–2007: Magyar Pszichológiai Szemle szerkesztőbizottsági tagja
- 2002–2014: Pszichoterápia c. szaklap szerkesztőbizottsági tagja
- 2013– a Humanitás Szociális Alapítvány elnöke
- 2014– a Jobb Veled a Világ alapítvány által indított Boldogságprogram fővédnöke
- 2016-tól A Magyar Relaxációs és Szimbólumterápiás Egyesület tiszteletbeli elnöke

### Felsőoktatásban, egyetemi és posztgraduális képzésben való részvétele
- 1972–1974: ELTE Pszichológiai Intézet, megbízott oktató és speciálkollégiumok vezetése
- 1974–1978: Gyógytornászképző Főiskola pszichológia tanára (megbízással)
- 1981–1994: a klinikai pszichológus szakképzés OIE – OPNI) bázisintézeti vezetője, a HIETE képzés keretén belül
- 1985: a debreceni KLTE Személyiség- és Klinikai Pszichológiai oktatócsoport vezetése, tanszék megszervezése. DOTE orvosi pszichológia tantárgy bevezetése, a képzés megszervezése
- 1987–1994: a KLTE Személyiség és Klinikai Pszichológiai Tanszék vezetője
- 1994–2001: a Haynal Imre Egészségtudományi Egyetem Klinikai Pszichológiai Tanszékének vezetője
- 1996-tól: nemzetközi együttműködéssel, holland és német kooperációval az európai „szupervizor” szakirányú továbbképzés bevezetése, eurokonform diplomaadó képzés meghonosítása
- 2000-től a Károli Gáspár Református Egyetem Pszichológia szak tanszékvezetője
- 2005. január 1-től a Károli Gáspár Református Egyetem Pszichológiai Intézet intézetvezetője
- 2010-től professzor emerita

## Szakmai kitüntetések, díjak
- Orvosi Hetilap Markusovszky-díja (1980)
- Magyar Pszichiátriai Társaság Goldschmidt Dénes díja (1994)
- Debreceni Egyetem Kelemen László díja (1999)
- Szociális Minisztérium „Pro Caritate” kitüntetése (2001)
- Ranschburg Pál-emlékérem (2002)
- Tiszafüred díszpolgára (2010)
- Pszichológia Oktatásáért Radnai Béla-díj (2011)
- A Magyar Érdemrend tisztikeresztje (2013)[4]
- Prima Primissima díj (2013)
- II. kerület díszpolgára (2017)
- Duna-díj (2021)[5]
- Tőkés László-díj (2021)
- Magyar Örökség díj (2022)

### További díjai
- 1968 ELTE „Magyar Népköztársasági Tanulmányi Érdemérem”
- 1977 Egészségügyi Miniszter 40/224. sz. „Az egészségügy kiváló dolgozója”
- 1978 Családi Szocializációs és személyiségzavarok c. könyvkiadó nívódíj (Tankönyvkiadó)
- 1986 40/10/1986 A Magyar Népköztársaság Minisztertanácsa „Kiváló Munkáért” kitüntető jelvény
- 1987 A Magyar Népköztársaság Minisztertanácsa VI-II/3. 1987 sz. „Munkaérdemrend bronz fokozata
- 1988 „Személyiségfejlesztő módszerek az iskolában” c. könyv Kiadói Nívódíj (Tankönyvkiadó)
- 1988 Relaxációs módszerek c. könyv. A Magyar Pszichiátriai Társaság Nyírő Gyula nívódíja
- 1993 József Attila befejezetlen személyiségvizsgálatáról; A József Attila rejtély nyomában. Magyar Rádió Irodalmi Szerkesztősége művészeti pszichológiai nívódíja
- 1994 3/1994 PhD…: egyetemi doktor Phd cím jogosítvány
- 1996 Haynal Imre Egyetem Egyetemi tanári kinevezés (Göncz Árpád)
- 1999. szeptember 21. Széchenyi Professzori Ösztöndíj
- 1999. 09. 24. Rektori Dicséret. A „Magyar Orvostovábbképzésért” éremmel, Haynal Imre Egészségtudományi egyetem
- 2000 Semmelweis Ignác emlékérem klinikai pszichológusok szakmai vezetésében végzett kiváló munkájáért. Haynal Imre Egészségtudományi Egyetem
- 2000. július 1., 2000/203 sz. Egyetemi tanári kinevezés KRE (Göncz Árpád)
- 2000. A Magyar Grafológiáért emlékplakett (Az íráselemző szakértői szakképzés akkreditációjáért)
- 2001 január 17. 54/2001 Pszichoterapeuta képesítés
- 2001. november 15. Gyógytornászképző Főiskolai Díszoklevél
- 2005. Goldschmidt Dénes díj a „Gondolatok a nevetésről” c. Psychiatria Hungarica tanulmányért (Magyar Pszichiátriai Társaság)
- 2008. Károli Gáspár Református Egyetem Rektori elismerő oklevél kimagasló egyetemi tanári tevékenységéért
- 2008. Oláh Gusztáv életműdíj (Magyar Pszichiátriai Társaság)
- 2009. május 21. Rendőrtiszti Főiskola Érdemérme: „A rendvédelmi szervek pszichológiai tevékenységének szakmai protokollja megalkotásban végzett munkájáért”
- 2010. Professor Emerita
- 2011. A Természetgyógyászatért. Magyar Természetgyógyászok Szövetsége
- 2011. szeptember 12. Magyar Gyógytornászok Társasága. 50 éves szakmai pályafutása elismerése
- 2015. Jobb veled a világ (Boldog iskolákért kifejtett tevékenységéért)
- 2017. október 12. Buda Béla Mentálhigiénés Forrásközpontja Buda Béla díj a mentálhigiénés oktatás területén végzett tevékenységéért
- 2018. október 17. Arany Díszoklevél ötven éves szakmai jubileuma alkalmából
- 2019. Családok Angyala, Három királyfi három királylány emlékérem
- 2019. október: Családokért: EMMI Miniszteri elismerés
- 2023. április 23. A Szkeptikus Társaság 2023-as Laposföld-díja[6]
- 2025. február 16. Az Anyanyelvi Kultúránkért Alapítvány Grétsy László-díja[7]